# Viaduc de Miribel
Ne doit pas être confondu avec Viaduc de Miribel-Jonage.
Pour les articles homonymes, voir Miribel (Ain) et Grand parc de Miribel-Jonage.
Le viaduc de Miribel, est un pont ferroviaire emprunté par la LGV Rhône-Alpes, d'une longueur de 535 mètres Il franchit le canal de Miribel et le canal de Jonage dans le Grand parc de Miribel-Jonage à la fois dans les départements de l'Ain et du Rhône. Il est situé au sud et dans le prolongement du viaduc ferroviaire de la Côtière et est peu éloigné du pont de Jons
À proximité immédiate et parallèle à lui se trouve le viaduc de Miribel-Jonage de l'A432. Au nord, il traverse le territoire de Niévroz et au sud celui de Jons.